# Eumimesis germana
Eumimesis germana är en skalbaggsart som beskrevs av Lane 1973. Eumimesis germana ingår i släktet Eumimesis och familjen långhorningar. Inga underarter finns listade i Catalogue of Life.